# 視線恐怖症
視線恐怖症（しせんきょうふしょう）とは、視線に関連して発生する、不安要素、不安要因及び、不安症状のことを指す。正式な診断名ではない。治療法については、「視線恐怖症#治療」を参照。

## 分類
主に、以下の3つにわけることが出来る。
自己視線恐怖症
自分の視線が相手（第三者）に対して、不快感を与えるのではないか、と考える症状である。これは対人恐怖症の範疇である。
他者視線恐怖症
人の視線を極度に恐れる症状である。
正視恐怖症
人と距離が近いときに、目を合わせることに恐怖を抱く症状である。

特定の対象や状況を恐れる場合には特定の恐怖症である。

## 文化依存症候群として
日本の文化依存症候群という。集団に対する協調性が重視される傾向、自己主張より周囲に合わせる傾向、他人の目を気にする意識、によるものとされる。

## 治療
自己視線恐怖症
生月・田上 (2003) は、自己視線恐怖症には認知変容のための自己教示訓練が有効としている。自己教示訓練の例としては、次のようなものが考えられる。
- 「自分が相手を見るのは、周囲の人が相手を見るのと同じであり、相手は何の影響も受けることがない[5]」
- 「自分の視線も周囲の人の視線と同じく、何も意味を発していない（自己漏洩していない）[6]」
- 「相手を批判したり、悪口を言ったりなど、直接何かをしない限り、相手の自己愛は傷つかず嫌な思いもしない[7]。視線で不快感を与えることは決してない[8]」
- 「人は自分にそれほど注意を払っておらず、自分の視線なども覚えていない（すぐに忘れる）[9]」

他者視線恐怖症
他者視線恐怖症に対しては、誰かに見られていると感じたら、実際に見られているか周囲を確認する、行動実験が有効とされる。ほとんどの場合は見られていなく、もし見られていたとしても、人は嫌いなものより好きなものを見る傾向にあることから、決して否定的な感情から見ているのではない。
また、実際に誰かに見られていないことを確認しても見られているような気がするのは、自分自身に対して否定的な注意が向いているためとされ、注意を外に向けたり、他者を見る側に回ったり、自分を批判せず良いところを見つけたりするための支援が大切とされる。
さらに、和田 (2012) は、「自分が思うほど、他者は自分を見ておらず気にしていない。不特定多数の他者は特にそうである」・「他者は、他者自身のことで頭がいっぱいである（他者は、他者自身のことを考えるのに忙しい）」・「たとえ他者が自分を見ることがあっても、他者は他者自身のことを考えながら見ているだけであり、自分のことは気にしておらずすぐに忘れる」・「他者は、自分のことを気にしておらず、すぐに忘れるくらいの注意しか向けていない」という事実を覚えておいてほしいとしている。
正視恐怖症
正視における自己視線恐怖については、他者と目が合っても、自分の視線が決して不快感を与えることはなく、他者は目が合ったことにそれほど注意を払っておらず自分の視線を覚えていることもないという事実を認識できるようサポートすることが重要とされる。
また、正視における他者視線恐怖については、他者と目が合っても、自分の考えや性格が伝わることもないという事実や、他者は他者自身のことを考えながら見ているだけであり、自分のことは気にしておらずすぐに忘れるくらいの注意しか向けていないという事実を認識できるよう支援することが大切とされる。
なお、視線恐怖症の症状の治療と並行して、視線恐怖症の症状によって生じている困りごとについても、セラピストが丁寧にケアをしていく。クライアントの困りごとに焦点を当て、セラピストとクライアントが協力して認知行動療法等のセラピーを進めていくことも有意義である。